# Bredstrimmig mangust
Bredstrimmig mangust (Galidictis fasciata) är en däggdjursart som först beskrevs av Gmelin 1788.  Galidictis fasciata ingår i släktet Galidictis, och familjen Eupleridae.

## Utseende
Djuret påminner om en mård men det finns inget nära släktskap mellan arterna. Extremiteterna är hos bredstrimmig mangust korta och svansen är lång och yvig. På Madagaskar kan arten förväxlas med liten indisk sibetkatt (Viverricula indica) som blev introducerad av människor. De kan skiljas åt med hjälp av svansens färgteckning som är enfärgat krämvit hos bredstrimmig mangust och bandad hos indisk sibetkatt. Övrig kropp är hos bredstrimmig mangust grå med gula skuggor och på ryggen finns upp till fem breda längsgående strimmor i svart eller mörkbrun.
Kroppslängden (huvud och bål) ligger mellan 32 och 34 cm och svanslängden mellan 28 och 30 cm. Vikten är vanligen omkring 600 gram men kan variera mellan 380 och 800 gram.

## Utbredning och habitat
Arten förekommer på östra Madagaskar. Den vistas där i kulliga områden och upp till 1500 meter höga bergstrakter. Regionen är främst täckt av tropisk regnskog men djuret vistas även utanför skogen.

## Ekologi
Bredstrimmig mangust är bara aktiv på natten. Var den vilar på dagen är inte dokumenterad. Arten vistas främst på marken men kan klättra i växtligheten. Individerna lever utanför parningstiden ensam eller i små grupper (vanligen under vintern). Födan utgörs huvudsakligen av små gnagare. Ibland äter bredstrimmig mangust mindre lemurer, kräldjur och groddjur samt i sällsynta fall ryggradslösa djur. Troligen kan den jaga byten som är större än den själv.
Det antas att fortplantningen sker under sommaren. Dräktigheten varar hos närbesläktade arter 80 till 105 dagar och troligen finns för bredstrimmig mangust liknande värden. Per kull föds bara en unge.

## Status och hot
Arten hotas huvudsakligen av habitatförstörelse genom skogsavverkningar och svedjebruk. Ett mindre hot är introducerade fiender eller konkurrenter som hundar, katter och liten indisk sibetkatt. IUCN kategoriserar arten globalt som nära hotad.

## Underarter
Arten delas in i följande underarter:
- G. f. fasciata
- G. f. striatus